# Taboada
Taboada là một đô thị ở tỉnh Lugo ở Galicia. Đô thị này thuộc comarca de Chantada.
Dân số năm 2003: 3.948 người theo kết quả điều tra của INE.

## Parroquia
| - Ansar (Santo Estevo) - Arxiz (San Paio) - BEMBIBRE (San Pedro) - Bouzoa (San Xoán) - Campo (San Xián) - Carballo (San Tomé) - Castelo (Santa María) - Cerdeda (Santa Mariña) - Cicillón (Santiago) - Couto (San Martiño) - Esperante (Santiago) - Fradé (Santiago) - Gondulfe (San Lourenzo) - Insua (San Salvador) | - Mato (San Martiño) - Meixonfrío (Santa Mariña) - Moreda (Santa María) - Mourulle (San Vicente) - Piñeira (Santa María) - San Xián de Insua (San Xián) - Sobrecedo (Santiago) - Taboada dos Freires (Santa María) - A Torre (San Mamede) - Vilameñe (Santa Mariña) - Vilar de Cabalos (Santa Eulalia) - Vilela (San Miguel) - Xián (Santa María) |

==Tham khảo==